# Maarten Tjallingii
Maarten Tjallingii (Leeuwarden, Países Bajos, 5 de noviembre de 1977) es un ciclista neerlandés. Fue profesional desde 2003 hasta 2016.

## Trayectoria
En 2006 ganó la Vuelta a Bélgica y acabó segundo en la misma prueba en 2007. También ganó en 2006 la Vuelta al Lago Qinghai. Anteriormente, en 2003, ganó el Tour du Faso, del que ya había ganado una etapa en 2001.
El 19 de junio de 2016 anunció su retirada del ciclismo, al finalizar la Ster ZLM Toer, tras catorce temporadas como profesional y con 38 años de edad.

## Palmarés
2001
- 1 etapa del Tour de Faso

2003
- Rund um Rhede
- Tour du Faso, más 1 etapa

2006
- Vuelta al Lago Qinghai, más 1 etapa
- Vuelta a Bélgica, más 1 etapa

2013
- 1 etapa del World Ports Classic

## Resultados en Grandes Vueltas y Campeonatos del Mundo
| Carrera         | Carrera         | 2003 | 2004 | 2005 | 2006 | 2007 | 2008 | 2009  | 2010  | 2011 | 2012 | 2013  | 2014  | 2015  | 2016  |
| --------------- | --------------- | ---- | ---- | ---- | ---- | ---- | ---- | ----- | ----- | ---- | ---- | ----- | ----- | ----- | ----- |
|                 | Giro de Italia  | —    | —    | —    | —    | —    | —    | 100.º | —     | —    | —    | 131.º | 92.º  | 119.º | 124.º |
|                 | Tour de Francia | —    | —    | —    | —    | —    | —    | —     | 132.º | 99.º | Ab.  | —     | —     | —     | —     |
|                 | Vuelta a España | —    | —    | —    | —    | —    | 58.º | —     | —     | —    | —    | —     | 137.º | Ab.   | —     |
| Mundial en Ruta | Mundial en Ruta | —    | —    | —    | Ab.  | —    | 66.º | —     | —     | 44.º | —    | —     | —     | —     | —     |

—: no participa

Ab.: abandono

## Equipos
- Marco Polo Cycling (2003-2005)
- Skil-Shimano (2006-2007)
- Silence-Lotto (2008)
- Rabobank/Blanco/Belkin/Lotto NL (2009-2016)
  - Rabobank (2009-2010)
  - Rabobank Cycling Team (2011-2012)
  - Blanco Pro Cycling (2013)[2]
  - Belkin-Pro Cycling Team (2013-2014)
  - Team Lotto NL-Jumbo (2015-2016)